# HD50341
HD50341 — хімічно пекулярна зоря спектрального класу B9, що має видиму зоряну величину в смузі V приблизно  8,5.
Вона  розташована на відстані близько 720,0 світлових років від Сонця.

## Фізичні характеристики
Телескоп Гіппаркос зареєстрував фотометричну змінність  даної зорі з періодом    2,51 доби в межах від  Hmin= 8,23 до  Hmax= 8,16.

## Пекулярний хімічний вміст
Зоряна атмосфера HD50341 має підвищений вміст 
Cr
.